# Dekanija Cerknica
Dekanija Cerknica je rimskokatoliška dekanija, ki spada pod okrilje škofije Ljubljana. 

## Župnije
- Župnija Babno Polje
- Župnija Begunje pri Cerknici
- Župnija Bloke
- Župnija Cerknica
- Župnija Grahovo
- Župnija Planina pri Rakeku
- Župnija Rakek
- Župnija Stari Trg pri Ložu
- Župnija Sv. Trojica nad Cerknico
- Župnija Sv. Vid nad Cerknico
- Župnija Unec